# Michaël Vandebril
Michaël Vandebril, né le 23 mai 1972 à Turnhout, est un poète et avocat belge,. Ses œuvres sont publiées par l'éditeur néerlandais De Bezige Bij, et elles ont été traduites en français, espagnol, anglais, serbe, roumain, finnois, turc et suédois.
Il a débuté en 2012 avec Het Vertrek van Maeterlink, une recueil de poésie qui a été publié simultanément en français et en néerlandais. Il a été nommé pour le prix C. Buddingh et a reçu le prix Herman de Coninck. Dans ses œuvres, il a collaboré avec des poètes tels que Jacques Roubaud et Doina Ioanid.